# Jon Sistermans
Jon Sistermans (23 juli 1945 – 12 augustus 2020) was een Nederlands chef-kok. Hij haalde meerdere Michelinsterren in zijn carrière en is bekend geworden van restaurants als De Kersentuin en De Mariënhof. Hij was als televisiekok te zien in het kookprogramma Koken met Sterren.

## Loopbaan
Jon Sistermans begon zijn carrière in 1963 als leerling in het Grand Hotel Krasnapolsky in Amsterdam. Hij kookte daar onder leiding van Daan van Zweden. Hij werkte vervolgens in diverse andere sterrenrestaurants, onder meer bij Panguad in Parijs, in het Amstel hotel in Amsterdam, als sous-chef in restaurant De Deyselhof in Landsmeer en als chef-kok in Ile de France in Amstelveen.
Tussen 1980 en 1993 was Sistermans chef-kok van het restaurant De Kersentuin in het Bilderberg Garden Hotel in Amsterdam Oud-Zuid. Samen met restaurateur Joop Braakhekke vormde hij een duo. De Kersentuin haalde in 1984 de eerste Michelinster. Acht jaar lang, tot aan 1992 behield De Kersentuin zijn ster. Een nieuwe generatie koks, zoals Ron Blaauw, Lucas Rive en Rob Blaauwboer, leerde van Sistermans de finesses van het koken.
In 1994 vestigde Sistermans twee restaurants in de Mariënhof, een oud klooster en erfgoedlocatie in Amersfoort. Als patron-cuisinier van de restaurants Mariënhof en De Rôtisserie behaalde hij voor beide restaurants een Michelinster. De Mariënhof was de enige locatie in de Benelux die voor twee restaurants onder één dak een Michelinster mocht voeren. Na de verkoop van de restaurants door de investeerders, veranderde de koers naar een lager culinair niveau. Dit was voor Sistermans reden om te vertrekken.
In 2002 begon hij Restaurant Wilhelminapark in Utrecht. In 2003 kreeg hij van Johannes van Dam, Nederlands culinair journalist, een 10- als rapportcijfer. Het restaurant werd in 2011 overgenomen.

## Televisiewerk
In 1993 en 1994 presenteerde chef-kok Jon Sistermans samen met gastvrouw Catherine Keyl het RTL 4-televisieprogramma Koken met Sterren. Het televisieprogramma werd elke week op zondagavond uitgezonden en trok gemiddeld tussen de 800.000 en 1 miljoen kijkers per keer. In het programma zat een bekende Nederlander aan tafel die praatte over zijn leven en recente bezigheden, daarnaast hielp de gast mee met koken. In 1994 stopte Jon Sistermans met Koken met Sterren om zijn volledige aandacht te richten op zijn twee nieuwe restaurants in De Mariënhof. Daarnaast kreeg hij ook meer moeite met de verplichting om steeds meer producten van sponsoren te gebruiken. Hij wilde met pure producten als bijvoorbeeld honing werken in plaats van suikervervangers uit een potje.

## Trivia
- Deelname aan het televisieprogramma Tien voor Taal (TROS, Nederland 3, november 1992) in het Nederlands team van koks tegen een Vlaams team.[16]
- Kandidaat aan het televisieprogramma AVRO's Sterrenslag (AVRO, september 1993, Vaals), uitkomend voor het culinaire team met andere bekende Nederlanders.[17]
- Deelname aan het televisieprogramma Tros Triviant (TROS, Nederland 2, juni 1995), uitkomend in het team met topkoks.[18]
- CD album Luisterrijk eten & Dubbel genieten (april 1997) in samenwerking met Chris Hinze en de topkoks Robert Kranenborg, Paul Fagel, Jon Sistermans, Henk Savelberg en Ton Fagel.[19]
- De hoofdpersoon van de roman Troost (2005) van schrijver Ronald Giphart is afgeleid van onder andere Jon Sistermans.[20]
- Deelname aan het televisieprogramma MuseumGasten, keramiekmuseum Princessehof (AVROTROS, 8 april 2006).[21]
- Sistermans maakte samen met topkoks als Spijkers, Halvemaan en Fagel deel uit van de door wijlen Wina Born geroemde gouden generatie chef-koks die in de jaren zeventig en tachtig van de 20e eeuw de nouvelle cuisine naar Nederland haalden.[22]